# Megangulus zyonoensis
Megangulus zyonoensis is een tweekleppigensoort uit de familie van de Tellinidae. De wetenschappelijke naam van de soort is voor het eerst geldig gepubliceerd in 1939 door Hatai & Nishiyama.